# Ricky Groves
Richard "Ricky" Groves (Londres, Inglaterra; 23 de abril de 1968) es un actor inglés conocido por haber interpretado a Gary Hobbs en EastEnders.

## Biografía
En febrero del 2005 Ricky se comprometió con su novia la actriz Hannah Waterman mientras se encontraban de vacaciones en Barbados, poco después la pareja se casó el 2 de septiembre de 2006 en Inwardleigh, Devon. Sin embargo en enero del 2010 Ricky anunció que se habían separado debido a la infidelidad de Hannah con el actor Huw Higginson.

## Carrera
El 18 de septiembre de 2000 se unió al elenco de la exitosa serie británica EastEnders donde interpretó al mecánico Garry Hobbs, hasta el 27 de agosto de 2009, luego de que su personaje decidiera marcharse de Waldford junto a Dawn Swann (Kara Tointon).
En el 2009 participó en la séptima temporada del programa Strictly Come Dancing, su pareja fue la bailarina profesional Erin Boag quedando en sétimo lugar. Un año después entre enero y febrero del 2010 participó en el programa Strictly Come Dancing Live Tour, ahora su pareja fue la bailarina profesional Aliona Vilani.
En el 2014 participó en la segunda temporada del concurso Celebrity Splash, sin embargo fue el segundo en ser eliminado.

## Filmografía
- Series de Televisión.:

| Año         | Título             | Personaje   | Notas                   |
| ----------- | ------------------ | ----------- | ----------------------- |
| 2000 - 2009 | EastEnders         | Garry Hobbs | 761 episodios           |
| 2001        | Life as We Know It | -           | episodio "The Election" |
| 2000        | Burnside           | Stu         | 2 episodios             |

- Películas.:

| Año  | Título                        | Personaje | Notas                                                                                            |
| ---- | ----------------------------- | --------- | ------------------------------------------------------------------------------------------------ |
| 2012 | Two Days in the Smoke         | Sweeney   | junto a Matt Di Angelo, Lili Bordán, Stephen Marcus, Darren Ripley, Velibor Topic & Jon Campling |
| 2011 | Miss Great Britain Final 2010 | Juez      | junto a Rosanna Davison, Sophie Fisher, Liz Fuller, Mark Paul Jones & Tricia Walsh               |

- Apariciones.:

| Año         | Programa                            | Notas                                            |
| ----------- | ----------------------------------- | ------------------------------------------------ |
| 2014        | Celebrity Splash!                   | concusante                                       |
| 2010        | Strictly Come Dancing Live Tour     | concursante                                      |
| 2010        | Celebrity Coach Trip                | 10 episodios - concursante                       |
| 2010        | The Weakest Link                    | concursante - episodio "'EastEnders' Special 3 " |
| 2009        | Strictly Come Dancing               | 17 episodios - concursante                       |
| 2007 - 2009 | Strictly Come Dancing: It Takes Two | 11 episodios                                     |
| 2003        | Test the Nation: The 2003 Test      | concursante                                      |

## Premios y nominaciones
| Año  | Categoría                              | Premio               | Serie      | Resultado |
| ---- | -------------------------------------- | -------------------- | ---------- | --------- |
| 2007 | Best Comedy Performance                | British Soap Award   | EastEnders | Nominado  |
| 2007 | Best Double Act (junto a Cliff Parisi) | All About Soap Award | EastEnders | Ganaron   |
| 2006 | Best Comedy Performance                | British Soap Award   | EastEnders | Nominado  |